# Ciąg poligonowy otwarty

Ciąg poligonowy otwarty dwustronnie nawiązany
1 Punkt znany
2 Punkt wyznaczany
3 Mierzony kąt
4 Mierzona długość

Ciąg poligonowy otwarty jednostronnie nawiązany
1 Punkt znany
2 Punkt wyznaczany
3 Mierzony kąt
4 Mierzona długość

Ciąg poligonowy otwarty – rodzaj ciągu poligonowego. Konstrukcja geometryczna, wykorzystywana do określania współrzędnych geodezyjnych punktów ciągu, w którym wyznaczane punkty poligonowe są jednostronnie lub obustronnie połączone z punktami nawiązania za pośrednictwem elementów nawiązujących: boków i kątów nawiązania.
Bok nawiązania jest odcinkiem zawartym pomiędzy punktem nawiązania danego ciągu a najbliższym punktem poligonowym, zaś kąt nawiązania jest kątem mierzonym na najbliższym punkcie nawiązania. Jego jedno ramię stanowi bok nawiązania, a drugie ramię to bok kierunkowy (orientacyjny) utworzony przez punkt nawiązania (wierzchołek tego kąta) i sąsiedni punkt osnowy wyższej klasy lub rzędu w stosunku do danego ciągu poligonowego.
Nawiązanie ciągu poligonowego zawierające obydwa elementy nawiązujące nosi nazwę nawiązania pełnego. Jako obowiązującą regułę dla ciągów otwartych należy przyjąć pełne nawiązanie obustronne. Przy ciągach otwartych osnowy pomiarowej długość ciągu poligonowego nie powinna przekraczać 3000 metrów.
W trudnych warunkach terenowych dopuszcza się, jednak tylko w ramach osnowy pomiarowej, zakładanie ciągów otwartych nawiązanych jednostronnie, zwanych ciągami wiszącymi. W takim wypadku pomiar ciągu podlega weryfikacji poprzez wykonanie z ostatniego punktu tego ciągu pomiaru kontrolnego na co najmniej jeden szczegół terenowy I grupy dokładnościowej o znanych współrzędnych.